# Károly Batthyány
Károly József Batthyány conte di Németújvár, italianizzato in Carlo Batthyány (Rechnitz, 28 aprile 1697 – Vienna, 15 aprile 1772) è stato un generale e politico ungherese.

## Biografia
Károly József Batthyány era figlio del conte ungherese Ádám Batthyány e fratello di Lajos Batthyány, appartenente all'antica famiglia ungherese dei Batthyány, celebre già dal 1500 e di antichissime tradizioni storiche.
Giovanissimo il conte fu indirizzato alla carriera militare e come semplice ufficiale partecipò a gran parte delle battaglie della Guerra austro-turca, al fianco di Eugenio di Savoia, distinguendosi a Peterwarden, Temesvár e Belgrado.
Nel 1734 fu comandante militare delle province austriache sul Reno contro la Francia e nel 1737 contro i Turchi. Tra il 1739 e il 1740 fu inviato presso la corte di Berlino, da cui venne richiamato in seguito allo scoppio della Prima guerra di Slesia.
Durante la Guerra di successione austriaca come comandante vinse le truppe coalizzate franco-bavaresi, ben superiori di numero, a Pfaffenhofen (15 aprile 1745), prendendo prigioniero il maresciallo Ségur che le guidava. Indi unì le proprie forze a quelle del Feldmaresciallo Ottone Ferdinando von Abensberg und Traun, sconfiggendo ancora i francesi e ricacciandoli oltre al Reno.
Nel 1746 fu aiutante di campo di Carlo Alessandro di Lorena in Belgio e prese parte alla Battaglia di Roucoux (1747). Sotto il comando del duca di Cumberland Guglielmo Augusto di Hannover eseguì un perfetto ripiegamento nella Battaglia di Lauffeldt.
Dopo la guerra fu aggregato alla nobiltà austriaca da Maria Teresa, che lo insignì dell'Ordine di Maria Teresa; consigliere del principe ereditario e futuro imperatore Giuseppe II, ricoprì diversi incarichi d'amministrazione in Ungheria fino alla morte avvenuta a Vienna il 15 aprile 1772.

## Fonti
- Wilhelm Edler von Janko: Batthyány, Karl Josef. In: Allgemeine Deutsche Biographie (ADB). Bd. 2, S. 133–134.